# Iguaba Grande (kommun)
Iguaba Grande är en kommun i Brasilien.   Den ligger i delstaten Rio de Janeiro, i den sydöstra delen av landet, 1 000 km sydost om huvudstaden Brasília. Antalet invånare är 22 858.
Följande samhällen finns i Iguaba Grande:
- Iguaba Grande

Omgivningarna runt Iguaba Grande är huvudsakligen savann. Runt Iguaba Grande är det tätbefolkat, med 257 invånare per kvadratkilometer.